# 4 juin en sport
4 mai 4 juillet
Chronologies thématiques
- Croisades
- Ferroviaires
- Disney

Le 4 juin (155e jour de l'année ou 156e en cas d'année bissextile) en sport.

## Événements

### XXesièclede1901à1950
- 1907 :
  - (Football) : création du club de football suédois de Helsingborgs IF.
- 1933 :
  - (Compétition automobile) : le Grand Prix automobile des Frontières est remporté par le Belge Arthur Legat.
  - (Compétition automobile) : le Grand Prix automobile de Nîmes est remporté par l'Italien Tazio Nuvolari.
- 1938 :
  - (Football) : ouverture en France de la Coupe du monde de football de 1938.
- 1948 :
  - (Compétition automobile) : Grand Prix automobile de Suisse.
- 1950 :
  - (Compétition automobile) : quatrième grand prix de F1 de la saison 1950 en Suisse, remporté par Giuseppe Farina sur Alfa Romeo.

### XXesièclede1951à2000
- 1960 :
  - (Athlétisme) : la soviétique Elvīra Ozoliņa établit un nouveau record du monde du lancer du javelot féminin avec un jet à 59,55 m lors d'une compétition à Bucarest.
- 1962 :
  - (Athlétisme) : nouveau record du monde du lancer du disque masculin réalisé par le soviétique Vladimir Trusenyev. Il porte la marque à 61,64 m, il bat ainsi l'américain Al Oerter qui avait réalisé 60,72 m le 18 mai de la même année.
- 1967 :
  - (Formule 1) : Grand Prix automobile des Pays-Bas.
  - (Tennis) : dix-neuf ans après Nelly Adamson Landry, Françoise Dürr s'impose à Roland Garros. À 24 ans, elle remporte les Internationaux de France en dominant en finale la favorite australienne, Lesley Turner (6-3, 3-6, 6-4).
- 1972 :
  - (Football) : l'Olympique de Marseille remporte la Coupe de France en s'imposant 2-1, en finale, face au SC Bastia.
  - (Formule 1) : Grand Prix automobile de Belgique.
- 1978 :
  - (Formule 1) : Grand Prix automobile d'Espagne.
- 1981 :
  - (Rallye automobile) : arrivée du Rallye de l'Acropole.
- 1982 :
  - (Athlétisme) : nouveau record du monde du lancer du marteau masculin avec un jet à 83,98 m du soviétique Sergey Litvinov lors d'une compétition ayant lieu à Moscou. Il détrône ainsi Youri Sedykh qui avait réalisé un lancer à 81,80 m en 1980.
- 1985 :
  - (Athlétisme) : l'Est-allemande Petra Felke s'empare du record du monde du lancer du javelot féminin en réalisant 75,26 m puis 75,40 m. Le record était en la possession de la finlandaise Tiina Lillak (74,76 m).
- 1986 :
  - (Baseball) : Barry Bonds frappe son premier home run en ligue majeure.
- 1989 :
  - (Formule 1) : Grand Prix automobile des États-Unis.
- 1995 :
  - (Cyclisme) : Tony Rominger remporte le Tour d'Italie.
  - (Rugby) : les All Blacks remportent leur plus large victoire contre le Japon: 145 contre 17.

### XXIesiècle
- 2005 :
  - (Football) : l'AJ Auxerre remporte la Coupe de France en s'imposant 2-1 en finale face au SC Sedan.
- 2006 :
  - (Football / Championnat d'Europe espoirs) : l'équipe masculine des Pays-Bas remporte pour la première fois de son histoire l'Euro espoir en disposant des espoirs Ukrainiens sur le score de 3 buts à 0 en finale, notamment grâce à deux réalisations de Klaas-Jan Huntelaar.
- 2011 :
  - (Rugby à XV) : le Stade toulousain remporte son 18e Bouclier de Brennus en finale du championnat de France en s'imposant 15-10 en finale face au Montpellier Hérault Rugby.
- 2016 :
  - (Football /Copa América) : début de la 45e édition de la Copa América qui se déroule jusqu'au 26 juin 2016. Elle est organisée aux États-Unis pour la toute première fois[1] Ce tournoi constitue une célébration du centenaire de la CONMEBOL et de la Copa América.
  - (Tennis /tournoi du grand Chelem) : chez les femmes, à 22 ans, Garbine Muguruza décroche son 1er sacre à Roland-Garros. L'Espagnole, qui n'avait jusqu'alors jamais remporté de tournoi du grand Chelem, a dominé en finale la numéro un mondiale Serena Williams, en deux sets (7-5, 6-4). Dans le double messieurs, victoire de la paire Espagnole Feliciano López et Marc López face aux Américains Bob et Mike Bryan (6-4, 7-6 et 6-3).
- 2017 :
  - (Handball /Ligue des champions) : à l'Lanxess Arena de Cologne, en Allemagne, les Macédoniens du Vardar Skopje remporte la finale de la Ligue des champions face au club français du Paris SG (23-24) en marquant le dernier but au buzzer.
  - (Rugby à XV /Top 14) : au Stade de France, l'ASM remporte le 2e titre de champion de France de son histoire, en battant Toulon (22-16).
  - (Voile /Solitaire) : le départ de la 1re étape de l'édition 2017 de la Solitaire Urgo Le Figaro a été donné en face de Pauillac en Gironde à 16 h 30 sous un vent de 6 à 8 nœud de Nord-Ouest. Les 43 concurrents ont donc commencé leur périple de 420 milles en direction de Gijón[2].
- 2021 :
  - (Football /Championnat de France féminin) : pour la première fois de son histoire, le PSG devient champion de France. Un titre acquis grâce au succès des Parisiennes lors de la dernière journée[3].

## Naissances

### XIXesiècle
- 1887 : 
  - Don Smith, hockeyeur sur glace canadien. († 13 mai 1959).
- 1889 : 
  - Efraim Harju, athlète de demi-fond finlandais. († 17 juillet 1977).

### XXesièclede1901à1950
- 1915 : 
  - Hilmar Myhra, sauteur à ski norvégien. († 13 avril 2013).
- 1919 :
  - Camille Danguillaume, cycliste sur route français. Vainqueur de Liège-Bastogne-Liège 1949. († 26 juin 1950).
- 1921 :
  - Ettore Chimeri, pilote de course automobile vénézuélien. († 27 février 1960).
  - Bobby Wanzer, basketteur puis entraîneur américain. († 23 janvier 2016)
- 1924 : 
  - Antoni Ramallets, footballeur puis entraîneur espagnol. (35 sélections en équipe nationale). († 30 juillet 2013).
- 1927 : 
  - Jiří Pešek, footballeur et ensuite entraîneur tchécoslovaque puis tchèque. (11 sélections avec l'équipe de Tchécoslovaquie). Sélectionneur des équipes du Yémen de 1982 à 1983 et de l'Inde de 1993 à 1994. († 20 mai 2011).
- 1929 : 
  - Pierre Danos, joueur de rugby à XV français. Vainqueur des tournois des Cinq Nations 1959 et 1960. (17 sélections en équipe de France). († 16 janvier 2023).
- 1930 : 
  - Viktor Tikhonov, hockeyeur sur glace et ensuite entraîneur soviétique puis russe. Médaillée d'argent aux Jeux de Lake Placid 1980 puis champion olympique aux Jeux de Sarajevo 1984, aux Jeux de Calgary 1988 et aux Jeux d'Albertville 1992. Champion du monde de hockey sur glace 1979, 1981, 1982, 1983, 1986, 1989 et 1990. († 24 novembre 2014)
- 1932 : 
  - Léon Berho, joueur de rugby français. († 7 octobre 2011).
- 1934 :
  - Seamus Elliott, cycliste sur route irlandais. († 4 mai 1971).
- 1936 :
  - Oleg Fedoseyev, athlète de sauts soviétique puis russe. Médaillé de bronze du triple saut aux Jeux de Tokyo 1964. Détenteur du Record du monde du triple saut du 3 mai 1959 au 5 août 1960. († 14 juin 2001).
- 1940 : 
  - Klaus Urbanczyk, footballeur et ensuite entraîneur est-allemand puis allemand. Médaillé de bronze aux Jeux de Tokyo 1964. (34 sélections en équipe nationale).
- 1941 : 
  - Jean-Claude Magnan, fleurettiste français. Médaillé d'argent en individuel et de bronze par équipes aux Jeux de Tokyo 1964 puis champion olympique par équipes aux Jeux de Mexico 1968 et ensuite médaillé de bronze par équipes aux Jeux de Munich 1972. Champion du monde d'escrime du fleuret individuel 1963 et 1965 puis champion du monde d'escrime du fleuret par équipes 1971.
- 1945 : 
  - Hale Irwin, golfeur américain. Vainqueur des US Open 1974 et 1979.
- 1946 : 
  - Michel Pech, footballeur français. († 20 septembre 2012).
- 1947 : 
  - André Darrieussecq, joueur de rugby français. (1 sélection en équipe de France).
  - Ingolf Mork, sauteur à ski norvégien. († 1er février 2012).
- 1948 : 
  - Jürgen Sparwasser, footballeur et ensuite entraîneur est-allemand puis allemand. Médaillé de bronze aux Jeux de Munich 1972. Vainqueur de la Coupe d'Europe des vainqueurs de coupe 1974. (50 sélections en équipe nationale).
- 1949 : 
  - Maria Canins, cycliste sur route italienne. Victorieuse des Tours de France 1985 et 1986 puis du Tour d'Italie 1988.

### XXesièclede1951à2000
- 1951 :
  - Bronisław Malinowski, athlète de haies polonais. Médaillé d'argent du steeple aux Jeux de Montréal 1976 puis champion olympique du steeple aux Jeux de Moscou 1980. Champion d'Europe d'athlétisme du steeple 1974 et 1978. († 27 septembre 1981).
- 1955 :
  - Butch Walts, joueur de tennis américain.
- 1957 :
  - John Treacy, athlète de fond irlandais. Médaillé de bronze du marathon aux Los Angeles 1984. Champion du monde de cross-country individuel 1978 et 1979.
- 1962 :
  - Krzysztof Holowczyc, pilote de rallye polonais. Champion d'Europe des rallyes 1997.
  - Zenon Jaskuła, cycliste sur route polonais. Médaillé d'argent des 100km contre la montre par équipes aux Jeux de Séoul 1988. Vainqueur du Tour du Portugal 1997.
- 1963 :
  - Sean Fitzpatrick, joueur de rugby néo-zélandais. Champion du monde de rugby à XV 1987. (92 sélections en équipe nationale).
- 1964 :
  - Ademola Adeshina, joueur puis entraîneur de football nigérian. Finaliste de la Coupe d'Afrique des nations 1984, 1988 et 1990. (52 sélections en équipe nationale).
- 1965 :
  - Jonathan Canter, joueur de tennis américain.
  - Michael Doohan, pilote de vitesse moto australien. Champion du monde de vitesse moto 500cm³ 1994, 1995, 1996, 1997 et 1998. (54 victoires en Grand Prix).
  - Hervé Flandin, biathlète français. Vice-champion olympique du relais 4 × 7,5 km aux Jeux de 1994 à Lillehammer, médaillé d'argent du relais et de bronze lors de la course par équipe aux Championnats du monde de 1990 et vice-champion du monde du relais en 1995.
  - Andrea Jaeger, joueuse de tennis américaine. Victorieuse de la Fed Cup 1981.
  - Igor Kolaković, joueur puis entraîneur de volley-ball monténégrin.
  - Ivars Liepa, joueur de basket-ball letton.
- 1970 :
  - David Barrufet, handballeur espagnol. Médaillé de bronze aux Jeux de Sydney 2000 puis aux Jeux de Pékin 2008. Champion du monde de handball 2005. Vainqueur des Ligue des champions de handball 1991, 1996, 1997, 1998, 1999, 2000 et 2005, des Coupe d'Europe des vainqueurs de coupe 1994 et 1995. (280 sélections en équipe nationale).
  - Deborah Compagnoni, skieuse italienne. Championne olympique du super-G aux Jeux d'Albertville 1992 puis championne olympique du géant aux Jeux de Lillehammer 1994 et championne olympique du géant et médaillé d'argent du slalom aux Jeux de Nagano 1998. Championne du monde de ski alpin du géant 1996 puis championne du monde de ski alpin du géant et du slalom 1997.
- 1971 :
  - Laurent Ciechelski, footballeur français.
  - Tommy Martyn, joueur de rugby à XV irlandais. (5 sélections en équipe nationale).
  - Karin Mayr-Krifka, athlète autrichienne spécialiste des épreuves de sprint. Médaillée d'argent du 200 m en salle en 2002 et 2005 et médaillée de bronze lors des Championnats du monde en salle de 2004.
  - Carol Owens, joueuse de squash néo-zélandaise. Championne du monde en 2000 et en 2003 et vainqueur de l'US Open 2002.
  - Filo Tiatia, joueur de rugby à XV néo-zélandais.
- 1972 :
  - Derian Hatcher, hockeyeur sur glace américain.
- 1975 :
  - Ernest Etchi, footballeur camerounais (17 sélections en équipe nationale).
- 1976 :
  - Akvsenti Giorgadze, joueur de rugby géorgien. (41 sélections en équipe nationale).
  - Duane Woodward, joueur et entraîneur de basket-ball américain.
  - Nenad Zimonjić, joueur de tennis serbe. Vainqueur de la Coupe Davis 2010.
- 1977 :
  - Jonathan Erlich, joueur de tennis israélien.
  - Alex Manninger, footballeur autrichien.
- 1979 :
  - Anthony Charteau, cycliste sur route français.
  - Naohiro Takahara, footballeur japonais. Champion d'Asie de football 2000. Vainqueur de la Ligue des clubs champions 1999. (57 sélections en équipe nationale).
  - Daniel Vickerman, joueur de rugby australien. (63 sélections en équipe nationale).
  - Masataka Yanagida, pilote de course automobile d'endurance japonais.
- 1980 :
  - François Beauchemin, hockeyeur sur glace canadien.
  - Pontus Farnerud, footballeur suédois. (11 sélections en équipe nationale).
- 1981 :
  - Yoúrkas Seïtarídis, footballeur grec. Champion d'Europe de football 2004. (71 sélections en équipe nationale).
- 1982 :
  - Nathan Kinch, pilote de course automobile britannique.
  - Abel Kirui, athlète de fond kényan. Médaillé d'argent du marathon aux jeux de Londres 2012. Champion du monde d'athlétisme du marathon 2009 et 2011. Vainqueur du Marathon de Chicago 2016.
- 1983 :
  - Emmanuel Eboué, footballeur ivoirien. (79 sélections en équipe nationale).
  - Guillermo García-López, joueur de tennis espagnol.
  - Angelo Gigli, basketteur italien.
  - Romaric N'Dri Koffi, footballeur ivoirien. (48 sélections en équipe nationale).
  - Linda Pradel, handballeuse française. Médaillée d'argent au Championnat du monde de handball féminin 2009. Médaillée de bronze au Championnat d'Europe de handball féminin 2006. Victorieuse de la Coupe Challenge de handball féminin 2012. (55 sélections en équipe de France).
- 1984 :
  - Abdulwahab Al Safi, footballeur bahreïnien. (84 sélections en équipe nationale).
  - Henri Bedimo, footballeur camerounais. (49 sélections en équipe nationale).
- 1985 :
  - Juhamatti Aaltonen, joueur de hockey sur glace finlandais. Champion du monde en 2011 et médaillé de bronze aux Jeux olympiques d'hiver de 2014 à Sotchi.
  - Louis Burton, navigateur français.
  - Anna-Lena Grönefeld, joueuse de tennis allemande.
  - Evan Lysacek, patineur artistique individuel américain. Champion olympique aux Jeux de Vancouver 2010. Champion du monde de patinage artistique messieurs 2009.
  - Lukas Podolski, footballeur allemand. Champion du monde de football 2014. (127 sélections en équipe nationale).
  - Evgeny Ustyugov, biathlète russe.
- 1986 :
  - Julien Le Devedec, joueur de rugby à XV français. (2 sélections en équipe de France).
  - Martin O'Donnell, joueur de snooker anglais.
  - Chris Robshaw, joueur de rugby à XV anglais. Vainqueur du Challenge européen 2011. (45 sélections en équipe nationale).
- 1989 :
  - Bernard Le Roux, joueur de rugby à XV franco-sud-africain. (24 sélections avec l'équipe de France).
  - Silviu Lung Jr., footballeur roumain. (3 sélections en équipe nationale).
- 1990 :
  - Jan Kopic, footballeur tchèque.
  - Andrew Lawrence, basketteur britannique.
  - Greg Monroe, basketteur américain.
- 1991 :
  - Koumba Cissé, handballeuse française. (15 sélections en équipe de France).
  - Lorenzo Insigne, footballeur italien.
  - Daniel Jerent, épéiste français. Champion du monde d'escrime à l'épée par équipes 2014. Médaillé d'argent en individuel aux CE d'escrime 2013 et champion d'Europe d'escrime à l'épée par équipes 2015.
  - Ben Stokes, joueur de cricket néo-zélandais. (92 sélections en test cricket).
- 1992 :
  - Filip Hrgović, boxeur croate. Champion d'Europe de boxe amateur en 2015 et médaillé de bronze aux Jeux olympiques d'été de 2016 à Rio de Janeiro.
  - Damien Joly, nageur français spécialiste du nage libre..
  - Savannah King, nageuse canadienne spécialiste du nage libre.
  - Daniele Mazzone, volleyeur italien. (8 sélections en équipe nationale).
  - Aleksa Šaponjić, joueur de water-polo serbe. Champion d'Europe en 2012 et médaillé de bronze aux Jeux de Londres toujours en 2012.
  - Martina Valcepina, patineuse de vitesse sur piste courte italienne. Médaillée de bronze aux Jeux de 2014 et d'argent lors de ceux de 2018 en relais sur 3 000 mètres.
- 1993 :
  - Jonathan Huberdeau, hockeyeur sur glace canadien.
  - Aaron Russell, volleyeur américain. Médaillé de bronze aux Jeux olympiques d'été de 2016 à Rio de Janeiro.
- 1994 :
  - Valentin Lavigne, footballeur français.
- 1995 :
  - Duhan van der Merwe, joueur de rugby à XV sud-africain puis écossais. (34 sélections avec l'équipe d'Écosse).
  - Diana Silva, footballeuse portugaise. (97 sélections en équipe nationale).
- 1996 :
  - Manuel Andújar, pilote de rallye-raid en quad argentin.
  - Charlotte Drury, trampoliniste américaine.
  - Ruby Harrold, gymnaste artistique britannique. Médaillée de bronze lors des Championnats du monde 2015 au concours général par équipes.
  - Matteo Minozzi, joueur de rugby à XV italien.
  - Tiaan Swanepoel, joueur de rugby à XV namibien. (5 sélections en équipe nationale).
- 1997 :
  - Corey Davis Jr., basketteur américain.
  - Antoine Hastoy, joueur de rugby à XV français. Vainqueur de la Coupe d'Europe de rugby à XV 2023. (4 sélections en équipe de France).
  - Marlies Janssens, volleyeuse belge. (65 sélections en équipe nationale).
- 1998 :
  - Mohamed Bayo, footballeur guinéen. (2 sélections en équipe nationale).
  - Viktor Gyökeres, footballeur suédois.
  - Daleho Irandust, footballeur suédois.
  - Vadim Pronskiy, cycliste sur route kazakh.
- 1999 :
  - Domen Prevc, sauteur à ski slovène.
  - Sophie Román Haug, footballeuse norvégienne. (11 sélections en équipe nationale).
  - Zhaire Smith, basketteur américain.
- 2000 :
  - Michal Kohút, footballeur tchèque.
  - Alidu Seidu, footballeur ghanéen. (7 sélections en équipe nationale).

### XXIesiècle
- 2001 :
  - Takefusa Kubo, footballeur japonais. (4 sélections en équipe nationale).
- 2002 :
  - Joséphine Pagnier, sauteuse à ski française. Médaillée d'argent en individuelle aux Jeux de la Jeunesse de Lausanne 2020.
- 2003 :
  - Yerson Chacón, footballeur vénézuélien.
  - Mihajlo Ilić, footballeur serbe.
- 2004 :
  - Kojo Peprah Oppong, footballeur ghanéen.

## Décès

### XXesièclede1901à1950
- 1907 :
  - Young Barney Aaron, 71 ans, boxeur puis arbitre britannique. (° 1836).
- 1925 : 
  - Bruce Ridpath, 41 ans, hockeyeur sur glace canadien. (° 2 juin 1884).
- 1926 : 
  - Fred Spofforth, 72 ans, joueur de cricket australien. (17 sélections en test cricket). (° 9 septembre 1853).
- 1938 : 
  - John Flanagan, 65 ans, athlète de lancers américain. Champion olympique du marteau aux Jeux de Paris 1900, champion olympique du marteau et médaillé d'argent du poids aux Jeux de Saint-Louis 1904 puis champion olympique du marteau aux Jeux de Londres 1908. (° 9 janvier 1873).
- 1939 : 
  - Reginald Courtenay Welch, 87 ans, footballeur anglais. (2 sélections en équipe nationale). (° 17 octobre 1851).
- 1943 :
  - Walter George, 84 ans, athlète de demi-fond britannique. (° 9 septembre 1858).
- 1944 :
  - Bronisław Czech, 35 ans, sportif polonais spécialiste du combiné nordique, du ski alpin, du ski de fond et du saut à ski. (° 25 juillet 1908).

### XXesièclede1951à2000
- 1955 :
  - John McLean, 77 ans, athlète de haies américain. Médaillé d'argent du 110m haies aux Jeux de Paris 1900. (° 10 janvier 1878).
- 1974 : 
  - Joseph Pascot, 76 ans, joueur de rugby puis homme politique français. (6 sélections en équipe de France). Commissaire général au Sport de 1942 à 1944. (° 11 décembre 1897).
- 1980 :
  - Arnold Gartmann, 75 ans, bobeur suisse. Vice-champion du monde de bob à quatre en 1935 et champion olympique de bob à quatre aux Jeux de 1936 à Garmisch-Partenkirchen. (° 20 novembre 1904).
  - Léopold Kielholz, 68 ans, footballeur puis entraîneur suisse. (17 sélections en équipe nationale). (° 9 juin 1911).
- 1996 :
  - Cliff Holton, 67 ans, footballeur anglais. (° 29 avril 1929).
- 2000 :
  - Hiroji Satō, 75 ans, pongiste japonais. Champion du monde en simple messieurs en 1952 à Bombay. (° 3 février 1925).

### XXIesiècle
- 2005 :
  - André Chavet, 74 ans, joueur de basket-ball français. Médaillé de bronze du Championnat d'Europe de 1959. (30 sélections en équipe nationale). (° 13 juin 1930).
- 2007 :
  - Bill France Jr., 74 ans, dirigeant sportif américain. Président de la NASCAR de 1972 2003. (° 4 avril 1933).
  - Clete Boyer, 70 ans, joueur de baseball américain. (° 9 février 1937).

- 2008 :

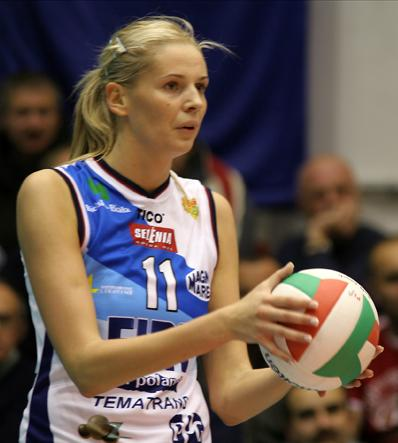
Agata Mróz-Olszewska

  - Agata Mróz-Olszewska, 26 ans, volleyeuse polonaise. Championne d'Europe de volley-ball féminin 2003 et 2005. Victorieuse de la Coupe de la CEV féminine 2007. (18 sélections en équipe nationale) (° 7 avril 1982).
- 2009 :
  - Randy Smith, 60 ans, basketteur américain. (° 12 décembre 1948).
- 2010 :
  - John Wooden, 99 ans, entraîneur de basket-ball américain. (° 14 octobre 1910).
- 2011 :
  - Boumedienne Abderrhamane, 90 ans, joueur puis entraîneur de football franco-algérien. (° 26 novembre 1920).
- 2014 :
  - Henri Salaün, 88 ans, joueur de squash américain. Vainqueur de l'US Open en 1954. (° 6 avril 1926).
  - Walter Winkler, 71 ans, joueur puis entraîneur de football polonais. (23 sélections en équipe nationale) (° 2 février 1943).
  - Don Zimmer, 83 ans, joueur de baseball puis entraîneur et dirigeant sportif américain. (° 17 janvier 1931).
- 2015 :
  - Bengt Berndtsson, 82 ans, footballeur suédois. Finaliste de la Coupe du monde 1958. (29 sélections en équipe nationale). (° 26 janvier 1933).
  - Jørgen Ravn, 75 ans, footballeur danois. (° 3 juin 1940).
- 2016 :
  - Anya Mirkin, 29 ans, taekwondoïste israélienne. Médaillée de bronze des moins de 51 kg lors des Championnats d'Europe 2008. (° 18 mars 1987).
- 2018 :
  - Dwight Clark, 61 ans, joueur américain de football américain. Vainqueur des Super Bowl XVI et XIX avec les 49ers de San Francisco. (° 8 janvier 1957).
- 2019 :
  - Billy Gabor, 97 ans, joueur de basket-ball américain. (° 13 mai 1922).
  - Lennart Johansson, 89 ans, dirigeant de football suédois. Président de l'UEFA de 1990 à 2007. (° 5 novembre 1929).
- 2020 :
  - Jean Link, 81 ans, escrimeur luxembourgeois. (° 3 septembre 1938).
  - Pete Rademacher, 91 ans, boxeur américain. Champion olympique des poids lourds aux Jeux olympiques d'été de 1956. (° 20 novembre 1928).
- 2021 :
  - Vadim Kapranov, 81 ans, joueur puis entraîneur de basket-ball soviétique. Médaillé de bronze lors du tournoi olympique des Jeux de 1968. Sélectionneur de l'équipe féminine d'Union soviétique de 1985 à 1986, de l'équipe masculine de Russie entre 1996 et 1999 puis de l'équipe féminine de 2001 à 2004. (° 26 février 1940).
  - Wolfgang Strödter, 73 ans, joueur de hockey sur gazon ouest-allemand. Champion olympique lors du tournoi des Jeux de Munich en 1972. (° 5 avril 1948).
- 2022 :
  - Isaac Berger, 85 ans, haltérophile américain. Champion olympique des moins de 60 kg aux Jeux d'été de 1956 puis médaillé d'argent en 1960 et en 1964. Champion du monde de la même catégorie en 1958 et en 1961, vice-champion du monde en 1959, 1963 et 1964 et médaillé de bronze en 1957. (° 16 novembre 1936).
  - Robert Laurie, 66 ans, joueur de rugby à XIII australien. (° 1956).
  - Eric Nesterenko, 88 ans, joueur de hockey sur glace canadien. Vainqueur de la Coupe Stanley en 1961 avec les Blackhawks de Chicago. (° 31 octobre 1933).
  - Goran Sankovič, 42 ans, footballeur slovène. (5 sélections en équipe nationale). (° 18 juin 1979).
- 2023 :
  - Germán Chaves, 28 ans, coureur cycliste colombien. (° 9 mars 1995).
  - Carl-Magnus Skogh, 97 ans, pilote automobile suédois. (° 10 décembre 1925).
- 2024 :
  - Mbomboko Fiston Ngoy, 47 ans, footballeur congolais. Vainqueur du Championnat d'Afrique des nations en 2009. (4 sélections en équipe nationale). (° 21 mai 1977).
  - Parnelli Jones, 90 ans, pilote automobile américain.  (° 12 août 1933).